# Eartha Kitt
Eartha Mae Kitt (North, Carolina del Sud, Estats Units, 17 de gener de 1927- Weston, Connecticut, 25 de desembre de 2008) fou una actriu, cantant i estrella de cabaret, famosa per la seva participació com Catwoman en la sèrie dels anys 60 Batman.

## Biografia

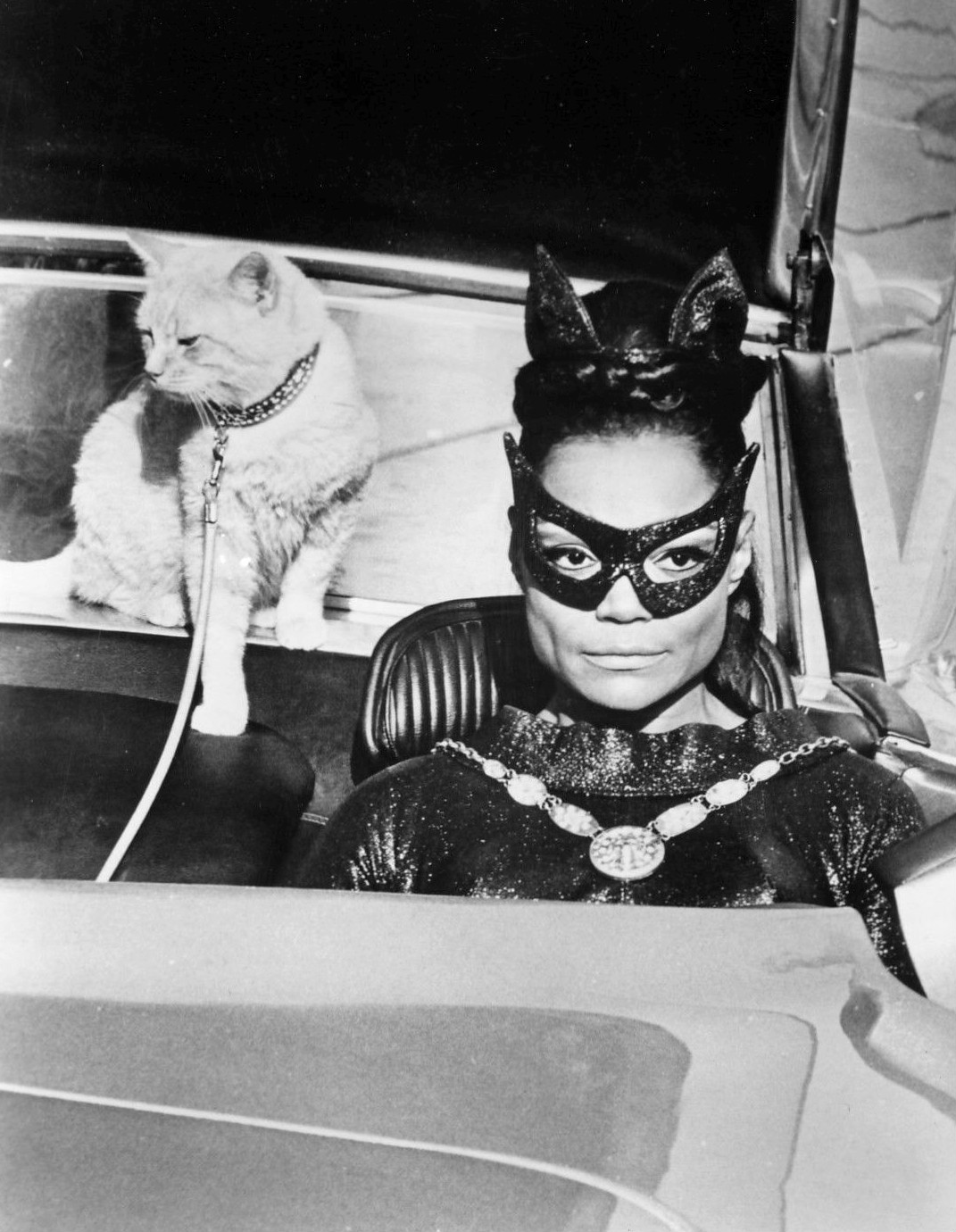
Eartha Kitt en el paper de Catwoman a la sèrie de televisió Batman, l'any 1967.

Eartha Kitt va néixer en una plantació de cotó a North, Carolina del Sud, d'una mare negra i cherokee, i d'un pare d'origen alemany o neerlandès. Eartha va ser concebuda en una violació.
Va ser enviada amb vuit anys amb un oncle a Harlem. Treballa l'any 1943 amb el grup de dansa de Katherine Dunham i fa gires a Mèxic, a Amèrica del sud i a Europa. Abandona el grup i s'instal·la a París per ser cantant de cabaret i comença a fer-se un nom. La jove criolla, d' infantesa desgraciada, persevera i esdevé una estrella internacional d'elegància i de sensualitat des dels anys 1950. L'any 1950, és escollida per Orson Welles per encarnar Helena de Troia a Time runs, una adaptació del Doctor Faust de Christopher Marlowe. L'acollida de la critica és excel·lent i Eartha roda a Alemanya i a Turquia. De retorn a Amèrica, accedeix a la popularitat actuant a New faces of 1952, una revista a Broadway, i traient els seus primers discos.
Artista polivalent de veu ronca i suau, ha cantat en deu diferents llengües i ha actuat en un centenar de països. L'any 1953, Eartha Kitt grava Està bé amb l'orquestra de Henri René per al seu àlbum That Bad Eartha. El 6 d'octubre de 1953 a Nova York, grava « Santa Baby » amb Henri René i la seva orquestra, cançó que es convertirà en un clàssic de Nadal. El 1954-1955, és aplaudida en la comèdia musical « Mrs. Patterson » a Broadway a continuació, l'any 1957, treballa al cinema amb Sidney Poitier a The Mark of the hawk. El 1967, personifica el personatge de Catwoman a la popular sèrie de TV Batman.
El 1968, crea malestar en un dinar organitzat a la Casa Blanca per la Primera dama dels Estats Units, Lady Bird Johnson, pronunciant-se contra la guerra del Vietnam.Per aquest incident va ser censurada als Estats Units, obligant-la a prosseguir la seva carrera a l'estranger fins al 1974. Als anys 1980, els seus èxits fan la volta al planeta : « Where Is My Man » (1983), « I Love Men » (1984), « This Is My Life » (1986) i « I Don't Care » (1986).

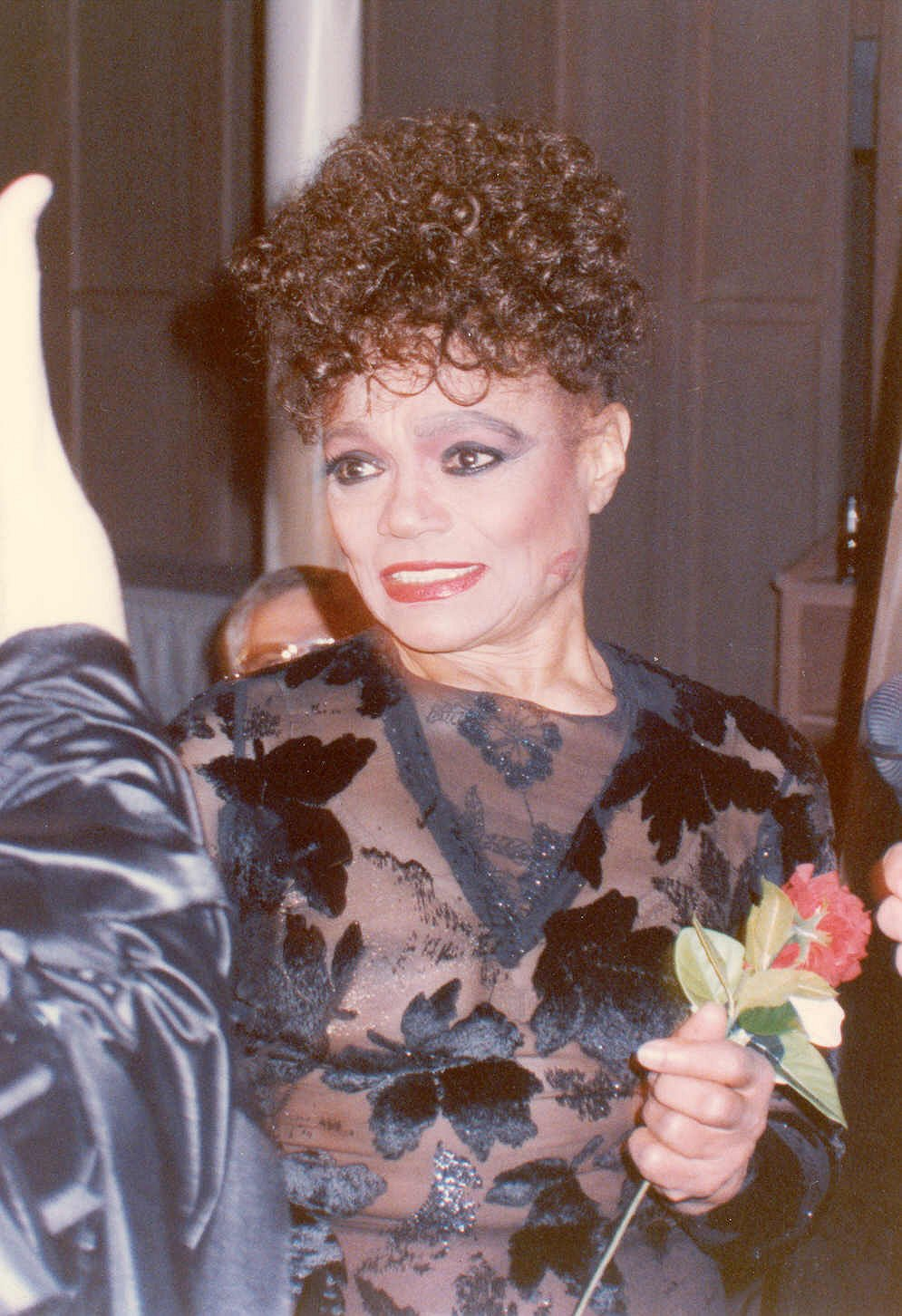
Eartha Kitt l'any 2006.

El 1996, va declarar a Associated Press: 
| « | Gairebé tots els espectacles han esdevingut avorrits. El seu èxit depèn de gadgets i de les llums. Avui, no teniu necessitat de tenir talent per tenir èxit. Penso que hauríem de tenir alguna cosa a oferir, si volem que el nostre valor sigui reconegut i recompensat. | » |

. Aquell mateix any, apareix a l'episodi « A Pup in Paris » de la sitcom « The Nanny ».
La seva última aparició sobre els escenaris de Broadway remunta a finals de 2003.
L'any 2007 i 2008, va assolir dos premis Emmy a la millor intèrpret en un programa d'animació per a « The Emperor's New School ». Va obtenir el premi en la mateixa categoria per a « The Wonder Pets » l'any 2010.
El dijous 25 de desembre de 2008, a Weston a Connecticut, s'apaga a l'edat de 81 anys a causa d'un càncer de colon.

## Filmografia
Les seves pel·lícules més destacades són:
- St. Louis Blues (1958): Gogo Germaine
- Mark of the Hawk, The (1958): Renée
- Anna Lucasta (1959): Anna Lucasta
- Saint of Devil's Island (1961)
- Synanon (1965): Betty Coleman
- Onkel Toms Hütte (1965) (no surt als crèdits): Singer
- Batman, The movie (1966): Catwoman/ Selina Kyle
- All About People (1967): Narrador
- Up the Chastity Belt (1971): Scherazade
- Lieutenant Schuster's Wife (1972) (TV): Lady
- Friday Foster (1975): Madame Rena
- To Kill a Cop (1978) (TV): Paula
- Night on the Town, (1983) (TV)
- Serpent Warriors, The (1985)
- Dragonard (1987): Naomi
- Pink Chiquitas, The (1987): Veu de Betty
- Master of Dragonard Hill (1989): Naomi
- Erik, el viking (Erik the Viking) (1989): Freya
- Living Doll (1990)
- Ernest Scared Stupid (1991): Old Lady Hackmore
- Desperately Seeking Roger (1991) (TV)
- Boomerang (1992): Lady Eloise
- Distracció Fatal (Fatal Instinct) (1993): First Trial Judge
- Harriet the Spy (1996): Agatha K. Plummer
- Ill Gotten Gains (1997) (veu): The Wood
- Wild Thornberrys, (1998) Sèrie TV (veu)
- Emperor's New Groove, The (2000) (veu): Yzma
- Santa Baby! (2001) (TV) (veu): Emerald
- Feast of All Saints (2001) (minisèrie TV): Lola Dede
- Holes (2003): Madame Zeroni
- On the One (2004)
- Cherrys (2005)
- Instant Karma (2005)
- Emperor's New Groove II, The (2005) (V): Yzma